# 최재룡
최재룡(1964년 6월 15일 ~)은 OB 베어스의 전 야구 선수다.

## 출신 학교
- 경남고등학교
- 경성대학교

## 같이 보기
- 1991년 OB 베어스 시즌